# Tan White
LaTanya «Tan» Chantella White (Tupelo, 27 de septiembre de 1982) es una baloncestista estadounidense de la Women's National Basketball Association (WNBA) que ocupa la posición de alero y base.
Fue reclutada por los Indiana Fever en la 2ª posición de la primera ronda del Draft de la WNBA de 2005, equipo donde militó hasta 2008 cuando pasa a formar parte de Connecticut Sun (2009-2013) y Minnesota Lynx (2014). Además, ha jugado por los Fenerbahçe Spor Kulübü (2005-2006), Lotos Gdynia (2006-2007), TTT Rīga (2008 y 2010), Burhaniye Bld (2010-2011), Elitzur Holon (2012) y Orduspor Kulübü (2013-2015).
En el año 2005 fue seleccionada como parte del Mejor quinteto de rookies de la WNBA junto a Chelsea Newton de los Sacramento Monarchs, Kara Braxton de los Detroit Shock, Katie Feenstra de los San Antonio Silver Stars y Temeka Johnson de los Washington Mystics.

## Estadísticas

### Totales
| Año                                                                                              | Equipo | J   | JI | MJ   | TC  | ITC  | TC%  | 3P  | 3PA | 3P%  | 2P  | 2PA  | 2P%  | TL  | ITL | TL%  | RBO | RBD | RBT | AST | STL | BLK | TOV | PF  | PTS  |
| ------------------------------------------------------------------------------------------------ | ------ | --- | -- | ---- | --- | ---- | ---- | --- | --- | ---- | --- | ---- | ---- | --- | --- | ---- | --- | --- | --- | --- | --- | --- | --- | --- | ---- |
| 2005                                                                                             | IND    | 34  | 3  | 693  | 85  | 254  | .335 | 25  | 81  | .309 | 60  | 173  | .347 | 47  | 58  | .810 | 21  | 32  | 53  | 53  | 30  | 7   | 70  | 62  | 242  |
| 2006                                                                                             | IND    | 34  | 0  | 745  | 113 | 304  | .372 | 19  | 88  | .216 | 94  | 216  | .435 | 57  | 76  | .750 | 32  | 50  | 82  | 52  | 27  | 9   | 51  | 66  | 302  |
| 2007                                                                                             | IND    | 34  | 9  | 841  | 136 | 352  | .386 | 43  | 127 | .339 | 93  | 225  | .413 | 53  | 63  | .841 | 25  | 65  | 90  | 65  | 36  | 10  | 99  | 76  | 368  |
| 2008                                                                                             | IND    | 33  | 22 | 894  | 119 | 325  | .366 | 39  | 120 | .325 | 80  | 205  | .390 | 51  | 60  | .850 | 27  | 74  | 101 | 80  | 43  | 14  | 85  | 88  | 328  |
| 2009                                                                                             | CON    | 30  | 15 | 659  | 97  | 247  | .393 | 49  | 130 | .377 | 48  | 117  | .410 | 42  | 50  | .840 | 21  | 61  | 82  | 66  | 35  | 9   | 37  | 73  | 285  |
| 2010                                                                                             | CON    | 34  | 10 | 857  | 121 | 288  | .420 | 49  | 134 | .366 | 72  | 154  | .468 | 52  | 65  | .800 | 8   | 83  | 91  | 79  | 54  | 4   | 53  | 92  | 343  |
| 2011                                                                                             | CON    | 34  | 0  | 747  | 68  | 192  | .354 | 23  | 82  | .280 | 45  | 110  | .409 | 42  | 50  | .840 | 17  | 80  | 97  | 66  | 40  | 6   | 42  | 65  | 201  |
| 2012                                                                                             | CON    | 31  | 0  | 496  | 57  | 143  | .399 | 27  | 67  | .403 | 30  | 76   | .395 | 15  | 18  | .833 | 9   | 41  | 50  | 35  | 31  | 6   | 36  | 49  | 156  |
| 2013                                                                                             | CON    | 22  | 12 | 549  | 84  | 255  | .329 | 15  | 76  | .197 | 69  | 179  | .385 | 20  | 27  | .741 | 17  | 44  | 61  | 44  | 34  | 6   | 52  | 59  | 203  |
| 2014                                                                                             | MIN    | 34  | 1  | 604  | 64  | 160  | .400 | 22  | 66  | .333 | 42  | 94   | .447 | 17  | 23  | .739 | 11  | 51  | 62  | 38  | 30  | 5   | 31  | 68  | 167  |
| Carrera                                                                                          |        | 320 | 72 | 7085 | 944 | 2520 | .375 | 311 | 971 | .320 | 633 | 1549 | .409 | 396 | 490 | .808 | 188 | 581 | 769 | 578 | 360 | 76  | 556 | 698 | 2595 |
| Notas: J=Juegos; JI=Juegos iniciales; MJ=Minutos jugados; ITC=Intentos de TC; ITL=Intentos de TL |        |     |    |      |     |      |      |     |     |      |     |      |      |     |     |      |     |     |     |     |     |     |     |     |      |

### Por juego
| Año                                                                                              | Equipo | J   | JI | MJ   | TC  | ITC  | TC%  | 3P  | 3PA | 3P%  | 2P  | 2PA | 2P%  | TL  | ITL | TL%  | RBO | RBD | RBT | AST | STL | BLK | TOV | PF  | PTS  |
| ------------------------------------------------------------------------------------------------ | ------ | --- | -- | ---- | --- | ---- | ---- | --- | --- | ---- | --- | --- | ---- | --- | --- | ---- | --- | --- | --- | --- | --- | --- | --- | --- | ---- |
| 2005                                                                                             | IND    | 34  | 3  | 20.4 | 2.5 | 7.5  | .335 | 0.7 | 2.4 | .309 | 1.8 | 5.1 | .347 | 1.4 | 1.7 | .810 | 0.6 | 0.9 | 1.6 | 1.6 | 0.9 | 0.2 | 2.1 | 1.8 | 7.1  |
| 2006                                                                                             | IND    | 34  | 0  | 21.9 | 3.3 | 8.9  | .372 | 0.6 | 2.6 | .216 | 2.8 | 6.4 | .435 | 1.7 | 2.2 | .750 | 0.9 | 1.5 | 2.4 | 1.5 | 0.8 | 0.3 | 1.5 | 1.9 | 8.9  |
| 2007                                                                                             | IND    | 34  | 9  | 24.7 | 4.0 | 10.4 | .386 | 1.3 | 3.7 | .339 | 2.7 | 6.6 | .413 | 1.6 | 1.9 | .841 | 0.7 | 1.9 | 2.6 | 1.9 | 1.1 | 0.3 | 2.9 | 2.2 | 10.8 |
| 2008                                                                                             | IND    | 33  | 22 | 27.1 | 3.6 | 9.8  | .366 | 1.2 | 3.6 | .325 | 2.4 | 6.2 | .390 | 1.5 | 1.8 | .850 | 0.8 | 2.2 | 3.1 | 2.4 | 1.3 | 0.4 | 2.6 | 2.7 | 9.9  |
| 2009                                                                                             | CON    | 30  | 15 | 22.0 | 3.2 | 8.2  | .393 | 1.6 | 4.3 | .377 | 1.6 | 3.9 | .410 | 1.4 | 1.7 | .840 | 0.7 | 2.0 | 2.7 | 2.2 | 1.2 | 0.3 | 1.2 | 2.4 | 9.5  |
| 2010                                                                                             | CON    | 34  | 10 | 25.2 | 3.6 | 8.5  | .420 | 1.4 | 3.9 | .366 | 2.1 | 4.5 | .468 | 1.5 | 1.9 | .800 | 0.2 | 2.4 | 2.7 | 2.3 | 1.6 | 0.1 | 1.6 | 2.7 | 10.1 |
| 2011                                                                                             | CON    | 34  | 0  | 22.0 | 2.0 | 5.6  | .354 | 0.7 | 2.4 | .280 | 1.3 | 3.2 | .409 | 1.2 | 1.5 | .840 | 0.5 | 2.4 | 2.9 | 1.9 | 1.2 | 0.2 | 1.2 | 1.9 | 5.9  |
| 2012                                                                                             | CON    | 31  | 0  | 16.0 | 1.8 | 4.6  | .399 | 0.9 | 2.2 | .403 | 1.0 | 2.5 | .395 | 0.5 | 0.6 | .833 | 0.3 | 1.3 | 1.6 | 1.1 | 1.0 | 0.2 | 1.2 | 1.6 | 5.0  |
| 2013                                                                                             | CON    | 22  | 12 | 25.0 | 3.8 | 11.6 | .329 | 0.7 | 3.5 | .197 | 3.1 | 8.1 | .385 | 0.9 | 1.2 | .741 | 0.8 | 2.0 | 2.8 | 2.0 | 1.5 | 0.3 | 2.4 | 2.7 | 9.2  |
| 2014                                                                                             | MIN    | 34  | 1  | 17.8 | 1.9 | 4.7  | .400 | 0.6 | 1.9 | .333 | 1.2 | 2.8 | .447 | 0.5 | 0.7 | .739 | 0.3 | 1.5 | 1.8 | 1.1 | 0.9 | 0.1 | 0.9 | 2.0 | 4.9  |
| Carrera                                                                                          |        | 320 | 72 | 22.1 | 3.0 | 7.9  | .375 | 1.0 | 3.0 | .320 | 2.0 | 4.8 | .409 | 1.2 | 1.5 | .808 | 0.6 | 1.8 | 2.4 | 1.8 | 1.1 | 0.2 | 1.7 | 2.2 | 8.1  |
| Notas: J=Juegos; JI=Juegos iniciales; MJ=Minutos jugados; ITC=Intentos de TC; ITL=Intentos de TL |        |     |    |      |     |      |      |     |     |      |     |     |      |     |     |      |     |     |     |     |     |     |     |     |      |